# デール・テンペスト
デール・マイケル・テンペスト (英語: Dale Michael Tempest、中国語: 譚拔士、1963年12月30日 - ) はイングランド・リーズ出身の元プロサッカー選手である。現役時代のポジションはFW。
2013年2月現在、テンペストは香港ファーストディビジョンリーグの最多得点記録保持者である。(160得点) 
テンペストはイングランドで生まれたものの、そのサッカーキャリアのほとんどを香港で過ごし、サッカー香港代表にも選出された。テンペストは香港に来る以前はフラムFCやハダースフィールド・タウンFC、ジリンガムFC、コルチェスター・ユナイテッドFCなどでプレーしていた。

## キャリア

### プロ以前
テンペストはイングランドで生まれたが、少年時代のほとんどをスコットランドのピーブルズで過ごした。テンペストは1980年にフラムFCと契約し、プロサッカー選手となった。

### 香港におけるキャリア
テンペストは1989年に香港に到着、南華足球隊でプレーした。その後東方足球隊に一時移籍したが再び南華でプレーした。テンペストは香港ファーストディビジョンリーグの最多得点記録保持者であり、1989–90、1990–91、1992–93、1993–94、1994–95の5シーズンに渡って得点王に輝いた。香港のサッカーファンに最も強烈な印象を与えた試合としては南華がブラジルのサンパウロFCと行った親善試合があり、テンペストは3ゴールを挙げ南華を4-2の勝利に導いた。1997年、香港政府により永住権を授与され、テンペストはサッカー香港代表選手として戦うことになった。1998 FIFAワールドカップ・アジア予選では韓国代表やタイ代表とも対戦した。

## 近年
テンペストは現在イギリスにおいてスカイスポーツの解説者として出演している。